# 26A busz (Pécs)
A pécsi 26A jelzésű autóbusz Uránváros és a II-es rakodó között közlekedett.

## Története
1994. szeptember 1-jén indult az első 26A járat a Korsó utcához.

## Útvonala
| Uránváros → II-es rakodó                                                                                 |
| --- |
| Uránváros – Páfrány utca – Rácvárosi út – Pellérdi út – Makay István út – Szentlőrinci út – II-es rakodó |

## Megállóhelyei
| 26A (Uránváros → II-es rakodó) |                         | |               |
| Perc (↓)                       | Megállóhely             | Megállóhelyet érintő járatok | Létesítmények |
| 0                              | Uránváros végállomás    | 1, 2, 2A, 2E, 4, 4Y, 21, 21A, 22, 23, 23Y, 24, 25, 25A, 26, 26A, 27, 27Y, 28, 28A, 28Y, 29, 102, 102Y, 104, 104A, 104E, 104Y, 107E, 121 · Helyközi autóbuszok |               |
| 2                              | Bolgár köz              | 25, 25A, 26, 26A, 27, 27Y, 28, 29 |               |
| 3                              | Rácváros                | 25, 25A, 26, 26A, 27, 27Y, 28, 29 |               |
| 4                              | Patacsi elágazás        | 25, 25A, 26, 26A, 27, 27Y, 28, 29 · Helyközi autóbuszok |               |
| 5                              | Korsó utca              | 26, 26A, 27Y, 28, 29 |               |
| 6                              | Kutató dűlő             | 26, 26A, 27Y, 28, 29 · Helyközi autóbuszok |               |
| 7                              | Pellérdi elágazás       | 26, 26A, 27, 27Y, 28, 29 · Helyközi autóbuszok · Mecsekalja-Cserkút                                                                                           |               |
| 8                              | Cserkúti csárda         | 26, 26A, 27Y, 28, 29 · Helyközi autóbuszok |               |
| 10                             | Cserkút tető            | 26, 26A, 27Y, 28, 29 · Helyközi autóbuszok |               |
| 11                             | II-es rakodó végállomás | 26, 26A, 27Y, 28, 29 · Helyközi autóbuszok |               |